# Quercus frainetto
Quercus frainetto, el roure d'Hongria, és una espècie de roure, nativa en l'Europa sud-oriental (parts d'Itàlia, els Balcans, part d'Hongria, Romania) i Turquia, i que està classificada en la secció Quercus Mesobalanus.

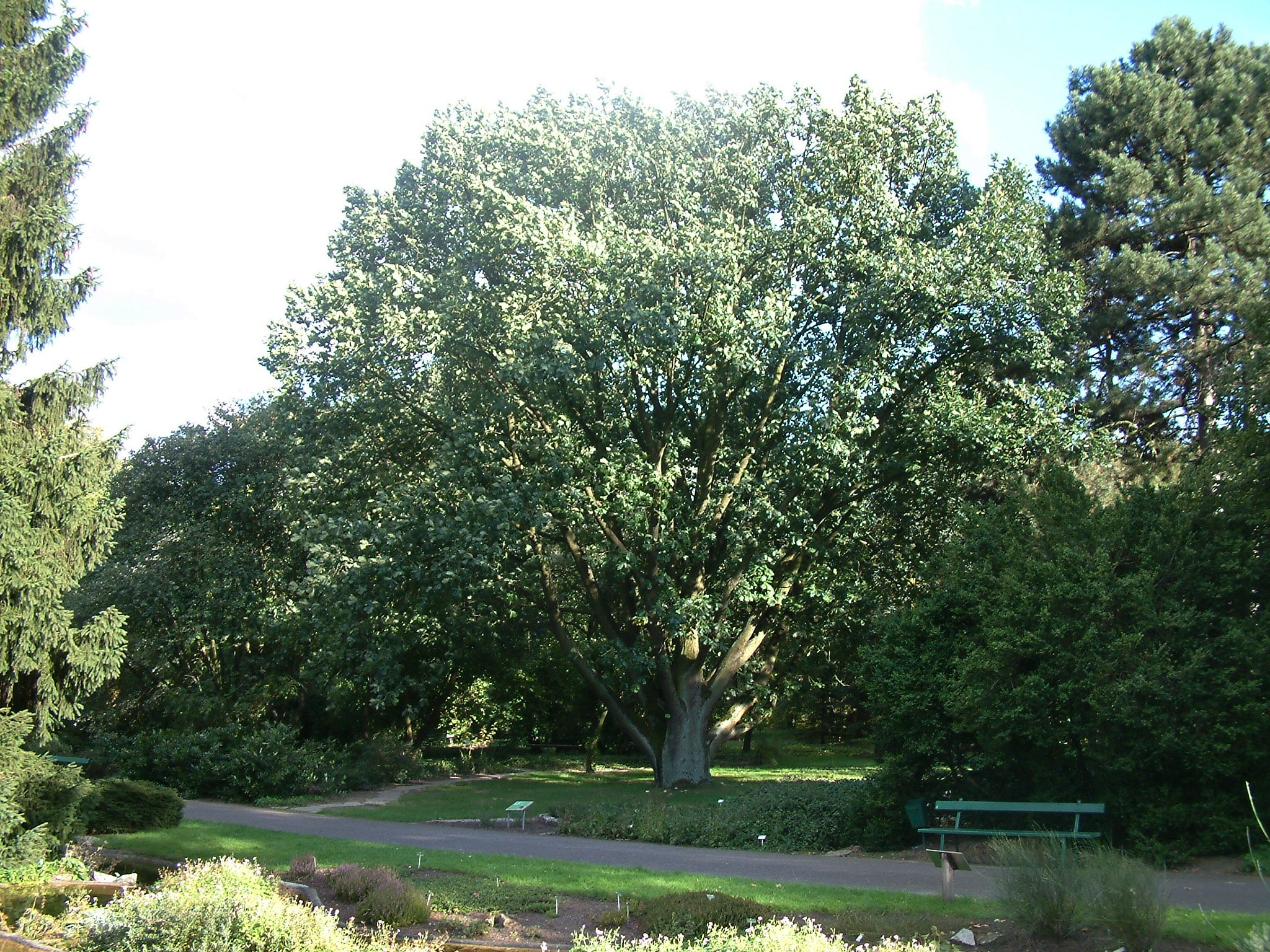
Quercus frainetto al jardí botànic de Poznań

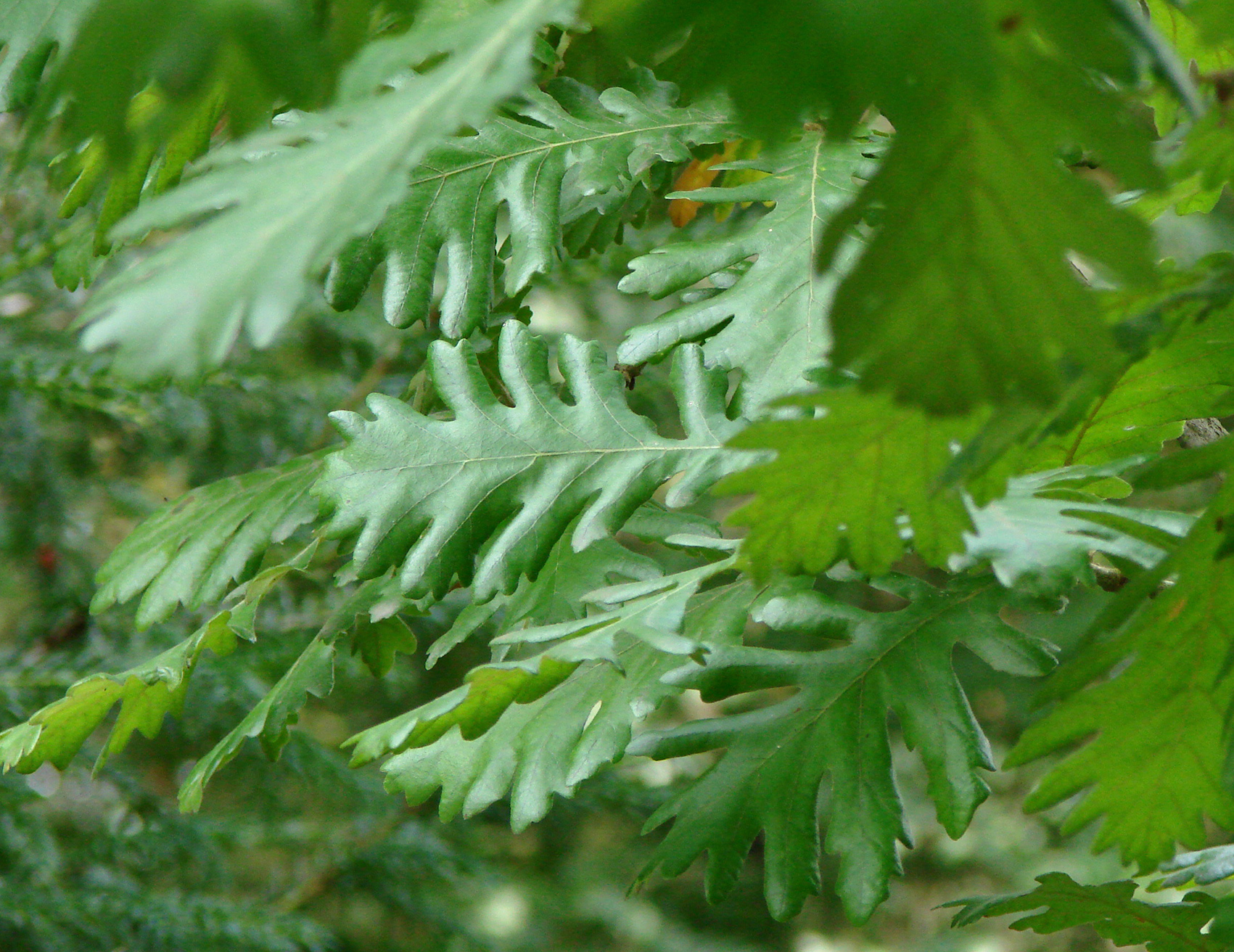
Fulles.

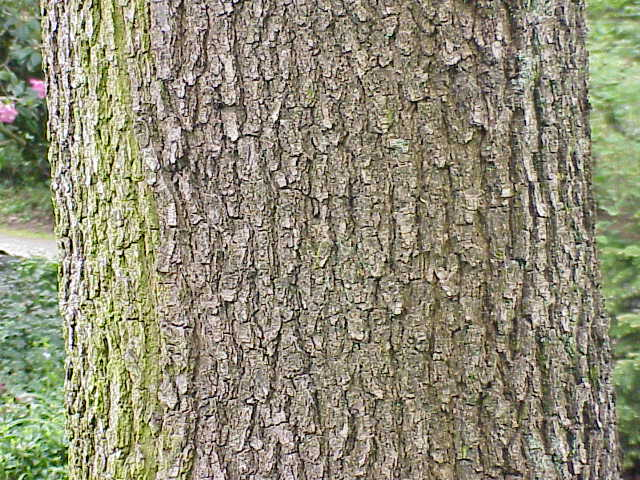
Tronc.

## Descripció
És un gran arbre caducifoli, que pot arribar fins als 38 metres i d'un diàmetre de prop de 2 metres.
Les fulles són grans, 14-25 cm de llarg (a vegades fins a 33 cm), variable en la forma, dividida en 6-10 lòbuls paral·lels molt profunds que es divideixen generalment en sublòbuls. Les tiges de les fulles solen ser de curt, 2-6 mm (poques vegades a 22 mm) de llarg. Les fulles són més a prop de la cúspide, que és ampli i curt. La base de la fulla sol tenir aurícules que de vegades se superposen el branquilló. La llum verda groc expansió fulles verd fosc rics al seu torn pel començament de l'estiu. Les fulles estan cobertes de pèls vermellós minuts, sobretot la superfície inferior. Les fulles es concentren en els extrems de les branques. Les fulles al seu torn marró, vermellós o groc a la tardor i, de vegades, romanen units a les branques fins a la primavera següent. Els brots són grans, llargs i punxeguts, vermellós brillant o de color marró clar amb tomentum minuts. Les branques són robustes i cobertes de pèls vermellós cap amunt assenyalat.
El marró clar glans madures en uns 6 mesos. Es tracta d'15-35 mm de llarg, amb forma d'ou, generalment amb un àpex obtús. La tassa de gla se cobreix amb la superposició d'escales i de llarg pèl vermellós. Les glans tendeixen a concentrar-se en grups de dos a vuit en els extrems de les branques.

## Distribució
El centre de la seva àrea de distribució és en els Balcans. S'adapta al clima subcontinental del sud-est d'Europa, però el principal factor de la seva aparició en un determinat lloc és el sòl. Està especialment adaptat a sòls àcids forts (cambisòls i vertisols), típic de Sèrbia, Bulgària i Romania. Aquests sòls són generalment lixiviats, molt secs a l'estiu i, de vegades, d'aigua a la primavera. No obstant això, el roure hongarès no tolera les inundacions o d'alta capa freàtica. També és molt sensible a la presència de calç a terra. Per tant, contrari al seu nom anglès, el roure hongarès és un arbre molt rar a Hongria, on els sòls són generalment molt rics en calç. El roure hongarès-turc, els boscos de roure (Quercetum frainetto cerris Rud.) És la més difosa d'aquesta associació de roure en els Balcans, que és també el tipus de bosc més comú a Sèrbia (vegeu també els boscos mixtos dels Balcans).

## Cultiu
És un excel·lent arbre ornamental de grans jardins.

## Sinonímia
- Quercus conferta Kit. in Schult. 1814
- Quercus apennina Loisel. in Duhamel 1819
- Quercus farnetto Ten. 1819
- Quercus esculus Pollini 1824, nom. illeg.
- Quercus hungarica Hubeny ex Rochel 1830
- Quercus strigosa Wierzb. ex Rochel 1838
- Quercus pannonica Endl. 1848
- Quercus pyrenaica var. macrophyllos K.Koch 1849
- Quercus esculus var. velutina Griseb. 1852
- Quercus sessiliflora f. conferta (Kit.) Vuk. 1880
- Quercus farnetto subsp. conferta (Kit.) Nyman 1881
- Quercus spectabilis Kit. ex Simonk. 1883
- Quercus slavonica Kit. ex Borbás 1886
- Quercus byzantina Borbás 1887
- Quercus toza subsp. conferta (Kit.) Nyman 1890
- Quercus toza var. spectabilis (Kit. ex Simonk.) Nyman 1890
- Quercus conferta var. racemosa Hausskn. 1899
- Quercus esculiformis O.Schwarz 1934
- Quercus dalechampii var. hungarica (Hubeny) Soó 1970 publ. 1971.[1]